# Estación de Michel Bizot
La estación de Michel Bizot es una estación del metro de París situada en el XII Distrito, al sur de la capital. Pertenece a la línea 8. 

## Historia
Fue inaugurada el 5 de mayo de 1931.
Debe su nombre al general francés Michel Bizot, fallecido durante el sitio de Sebastopol en 1855.

## Descripción
Se compone de dos andenes laterales de 105 metros de longitud y de dos vías.
Está diseñada en bóveda elíptica revestida completamente de los clásicos azulejos blancos biselados, con la única excepción del zócalo que es de color marrón. Los paneles publicitarios emplean un fino marco dorado con adornos en la parte superior. 
Su iluminación ha sido renovada empleando el modelo vagues (olas) con estructuras casi adheridas a la bóveda que sobrevuelan ambos andenes proyectando la luz principalmente hacia arriba.
La señalización por su parte usa la tipografía CMP donde el nombre de la estación aparece sobre un fondo de azulejos azules en letras blancas.
Por último, los asientos son de estilo individualizados, rojos y de estilo Motte.

## Accesos
La estación dispone de tres accesos, todo ellos en la avenida Daumesnil.